# Lower Geyser Basin
Lower Geyser Basin er et gejserområde på omkring 30km2 i Yellowstone National Park i Wyoming, USA. Området ligger lige nord for Midway Geyser Basin.
Lower Geyser Basin har en mængde forskellige geotermiske forekomster, fx solfatara, gejsere, damme, varme kilder og fumaroler.
Mest kendt er Fountain Paintpots, der er såkaldte solfatara; det vil sige varme kilder, der indeholder kogende mudder i stedet for vand. Mudderet dannes af syre i vandet, som opløser mineralerne ved kildens bredder og omdanner disse til mudder, der som regel har en grå farve. Tæt ved ligger Pocket Basin, som har den største koncentration af solfatara i Yellowstone.
Også Great Fountain Geyser ligger i Lower Geyser Basin foruden en række andre, mindre kendte gejsere. En af de mere spektakulære gejsere er Clepsydra Geyser, som har fire ventiler, og som næsten er i konstant udbrud.
Kilderne i området er forholdsvis varme med temperaturer mellem 93o og 94o C. Nogle få er dog helt nede omkring 70o.